# Hellweg-Netz
Das Hellweg-Netz besteht aus vier Regionalbahnlinien in Westfalen mit einer Länge von zusammen circa 385 Kilometern. Am 14. Dezember 2008 übernahm die Eurobahn das Netz, das vorher von DB Regio NRW betrieben wurde.
Bei den Linien handelt es sich um die
- RB 50, genannt Der Lüner (Münster – Lünen – Dortmund)
- RB 59, genannt Hellweg-Bahn (Dortmund – Unna – Soest)
- RB 69, genannt Ems-Börde-Bahn (Münster – Hamm – Bielefeld)
- RB 89, ebenfalls Ems-Börde-Bahn (Münster – Hamm – Soest – Paderborn)

## Ausschreibung
Das Hellweg-Netz wurde erstmals im März 2006 ausgeschrieben. Dabei handelte es sich um eines der größten Bahnnetze, die in Deutschland so vergeben wurden. Beworben haben sich Abellio Rail NRW, DB Regio NRW, Arriva Deutschland (heute: Netinera), Rhenus Keolis und die Hamburger Hochbahn zusammen mit dem Bielefelder Verkehrsunternehmen moBiel. Gewinner der Ausschreibung war die damalige Rhenus Keolis GmbH & Co. KG, ein Joint-Venture, das am 1. Januar 2007 zwischen den beiden Gesellschaftern geteilt wurde. Unter dem Markennamen „Eurobahn“ hat die Keolis Deutschland GmbH & Co. KG ab dem 14. Dezember 2008 den Betrieb aufgenommen. Im Februar 2015 schrieb der Zweckverband NWL federführend für weitere Aufgabenträger das Hellweg-Netz für den Zeitraum 2018 bis 2030 erneut aus. Am 5. Oktober 2015 teilte der NWL mit, dass Keolis „Eurobahn“ Betreiber des Hellweg-Netzes bleiben wird. In der Pressemitteilung wurden höhere Sitzplatzkapazitäten und eine erhöhte Zugbegleitquote ab Dezember 2018 angekündigt.

## Allgemeines

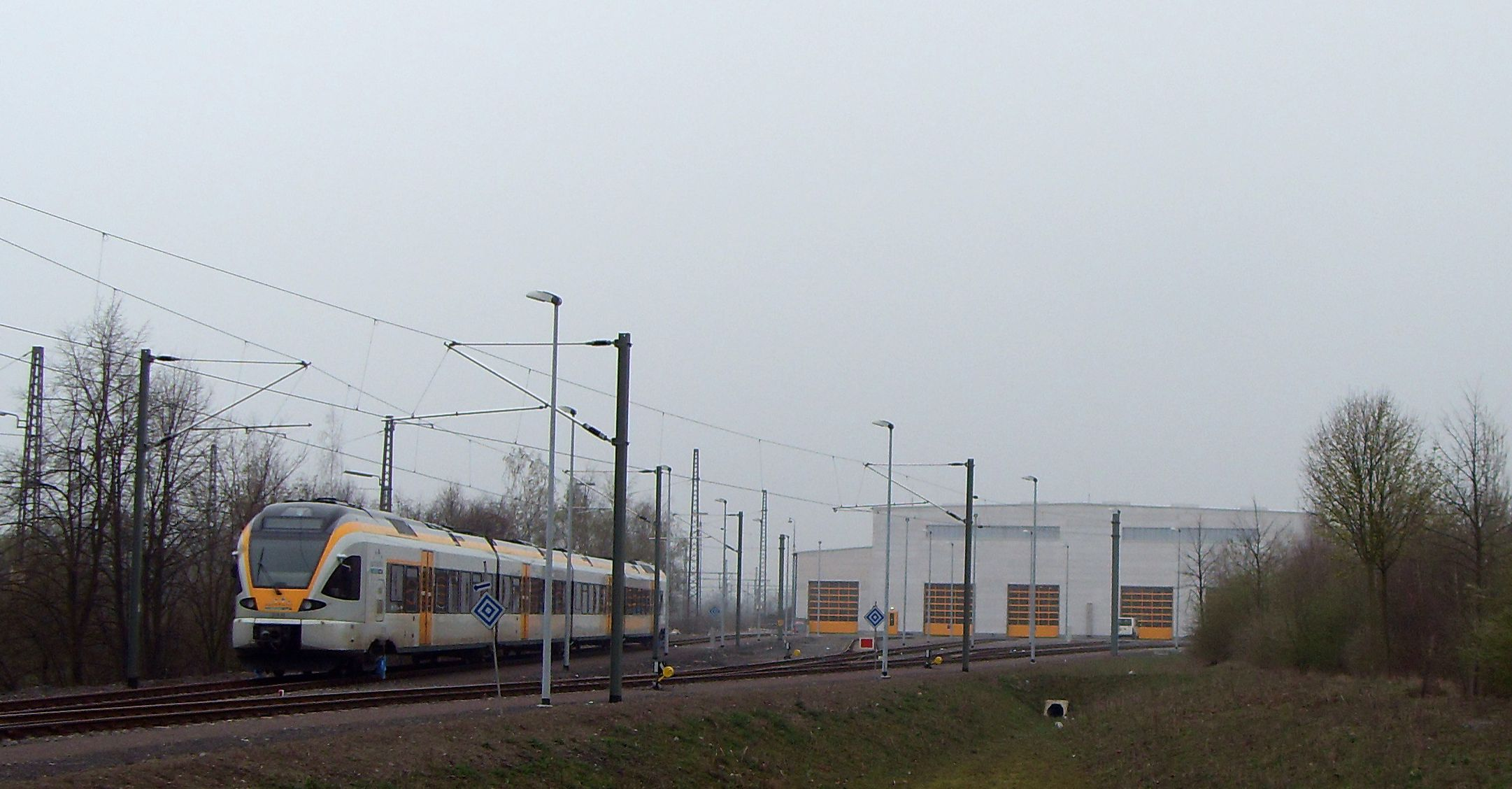
Instandsetzungshalle in Heessen und Stadler Flirt der Eurobahn

Der Vertrag zum Betrieb des Hellweg-Netzes wurde am 14. Juli 2008 geschlossen. Er umfasste ein Volumen von 5,6 Millionen Zugkilometer pro Jahr und galt für zehn Jahre. Vertragspartner sind Nahverkehrsverbund Paderborn-Höxter (nph), Verkehrsverbund Rhein-Ruhr (VRR), Verkehrsverbund OstWestfalenLippe (VVOWL), Zweckverband Ruhr-Lippe (ZRL) und Zweckverband SPNV Münsterland (ZVM) als Aufgabenträger und die Eurobahn als Betreiber.
Der bestehende Fahrplan wurde beibehalten. Die Eurobahn beschaffte für den Betrieb auf dem Hellweg-Netz 25 neue vierteilige Triebwagen vom Typ Flirt, die von Stadler Rail hergestellt werden. Damit wurden ältere Fahrzeuge der Deutschen Bahn abgelöst. Von den Fahrgästen wurde der gesteigerte Komfort der neuen Triebzüge sowie die voll funktionsfähigen Fahrkartenautomaten im Zug positiv aufgenommen.
In Heessen wurde eine Instandsetzungshalle gebaut. Dort werden die Flirt-Triebwagen der Eurobahn gewartet. Die Werkstatt ist für 43 Fahrzeuge ausgelegt. Sie wurde im Sommer 2009 im vollen Umfang in Betrieb genommen. Die Gesellschaft möchte dort 200 Mitarbeiter beschäftigen.

## RB50 – DerLüner
| Kursbuchstrecke (DB): | 411                 |                       |                     |
| Streckenlänge: | 60 km               |                       |                     |
| Streckengeschwindigkeit: | 160 km/h            |                       |                     |
| |                     |                       |                     |
| Verkehrsunternehmen: | eurobahn            |                       |                     |
| Bundesland: | Nordrhein-Westfalen |                       |                     |
| \| \| \| Dortmund Hauptbahnhof \| ICE, IC, RE, RB, S \| \| \| \| Dortmund-Kirchderne \| \| \| \| \| Dortmund-Derne \| \| \| \| \| Preußen \| \| \| \| \| Lünen Hbf \| RB \| \| \| \| Werne an der Lippe \| \| \| \| \| Capelle (Westf) \| \| \| \| \| Ascheberg (Westf) \| \| \| \| \| Davensberg \| \| \| \| \| Münster-Amelsbüren \| \| \| \| \| Münster (Westf) Hbf \| ICE, IC, RE, RB \| |                     |                       |                     |
| |                     | Dortmund Hauptbahnhof | ICE, IC, RE, RB, S  |
| Bahnhof |                     | Dortmund-Kirchderne   | Dortmund-Kirchderne |
| Bahnhof |                     | Dortmund-Derne        | Dortmund-Derne      |
| Bahnhof |                     | Preußen               | Preußen             |
| Bahnhof |                     | Lünen Hbf             | RB                  |
| Bahnhof |                     | Werne an der Lippe    | Werne an der Lippe  |
| Bahnhof |                     | Capelle (Westf)       | Capelle (Westf)     |
| Bahnhof |                     | Ascheberg (Westf)     | Ascheberg (Westf)   |
| Bahnhof |                     | Davensberg            | Davensberg          |
| Bahnhof |                     | Münster-Amelsbüren    | Münster-Amelsbüren  |
| Kopfbahnhof Streckenende |                     | Münster (Westf) Hbf   | ICE, IC, RE, RB     |

Der Lüner verbindet Dortmund über Lünen mit Münster.
Die Linie verläuft auf ihrem Weg von Dortmund Hauptbahnhof nach Münster (Westfalen) Hauptbahnhof zuerst über einen Teilabschnitt der Bahnstrecke Dortmund–Gronau. Ab dem Bahnhof Preußen in Lünen-Horstmar verkehrt sie über die Bahnstrecke Lünen Preußen–Münster, welche ab Lünen nur noch eingleisig ist

### Entwicklung
Die RB 50 hatte einen schwierigen Start. Weil die Instandsetzungshalle in Heessen noch nicht fertiggestellt war, erfolgte die Wartung aller neuen Triebwagen beim Werk der Westfalenbahn in Rheine. Daher traten oft Engpässe auf, die anfangs zum Einsatz von nur einteiligen Triebzügen zwangen. Im Winter 2008/2009 war davon das gesamte Hellweg-Netz betroffen, jedoch wurde bei der RB 50 am häufigsten mit einteiligen Zügen gefahren, was das Platzangebot für die Fahrgäste verringerte und überfüllte Züge zur Folge hatte.
Der Zustand eines Bahnsteigs im Bahnhof Preußen (benannt nach der früheren Zeche Preußen), der die Ortsteile Horstmar und Lünen-Süd bedient, veranlasste das Eisenbahn-Bundesamt Anfang Mai, den Halt der Züge in dessen gebogenen Bereich zu verbieten. Als erste Reaktion fuhr die Eurobahn wiederum nur kurze, einteilige Züge, die im betroffenen Bahnsteigbereich nicht halten mussten. Mitte Mai fuhren zwar wie ursprünglich vorgesehen erneut zweiteilige Einheiten, jedoch ohne Halt der Züge mit Fahrtrichtung Dortmund in Preußen, was das Problem ebenfalls löste. Damit wurde der Bahnhof Preußen nur noch von der zwischen Lünen und Dortmund parallel fahrenden RB 51 „Westmünsterland-Bahn“ in dieser Richtung bedient. Ab 20. Mai 2009 setzte die Eurobahn zusätzliches Personal als Abfertigungshelfer im Bahnhof Preußen ein, so dass der planmäßige Betrieb wie vorgesehen möglich war. Die Eurobahn forderte DB Station&Service als Eigentümer der Bahnanlagen auf, Abhilfe zu leisten. Im September 2009 wurde der Bahnsteig daraufhin umgebaut.
Eine umfassende Renovierung der Bahnsteige und des Bahnhofs Preußen begann nach langen Vorplanungen im Juni 2014. Die Fertigstellung war für Mitte 2015 geplant, verzögerte sich jedoch deutlich. Die Einweihung des renovierten Bahnhofs erfolgte Anfang 2017.
Zum Fahrplanwechsel im Dezember 2018 haben fünf neue fünfteilige Flirt-3-Triebzüge der Eurobahn die bisherigen vierteiligen Fahrzeuge auf der Linie ersetzt. Das Sitzplatzangebot stieg dadurch bei einer Doppeltraktion von 434 auf 540 Sitzplätze pro Zug. Durch diese Maßnahme stehen im neuen Verkehrsvertrag des Hellweg-Netzes vier vierteilige Reservefahrzeuge zur Verfügung, die zukünftig zur Verstärkung von Fahrten in der Hauptverkehrszeit und für Sonderverkehre eingesetzt werden sollen.

### Zugangebot
Die RB 50 fährt täglich im Stundentakt. Die Linie wird zwischen Dortmund und Lünen durch die RB 51 (Westmünsterlandbahn) zum 20-Minuten-Takt verstärkt, die ab Lünen weiter über Dülmen und Gronau nach Enschede (NL) fährt.

## RB59 – Hellweg-Bahn
| Kursbuchstrecke (DB): | 431                 |                            |                    |
| Streckenlänge: | 54 km               |                            |                    |
| Streckengeschwindigkeit: | 160 km/h            |                            |                    |
| |                     |                            |                    |
| Verkehrsunternehmen: | eurobahn            |                            |                    |
| Bundesland (D): | Nordrhein-Westfalen |                            |                    |
| Zuglauf |                     |                            |                    |
| \| \| \| Dortmund Hauptbahnhof \| ICE, IC, RE, RB, S \| \| \| \| Dortmund-Signal Iduna Park \| RB \| \| \| \| Dortmund-Hörde \| RE, RB \| \| \| \| Dortmund-Aplerbeck \| \| \| \| \| Dortmund-Sölde \| \| \| \| \| Holzwickede \| RE \| \| \| \| Unna \| RE, RB, S \| \| \| \| Lünern \| \| \| \| \| Hemmerde \| \| \| \| \| Werl \| \| \| \| \| Westönnen \| \| \| \| \| Soest \| ICE, IC, RE, RB \| |                     |                            |                    |
| |                     | Dortmund Hauptbahnhof      | ICE, IC, RE, RB, S |
| Bahnhof |                     | Dortmund-Signal Iduna Park | RB                 |
| Bahnhof |                     | Dortmund-Hörde             | RE, RB             |
| Bahnhof |                     | Dortmund-Aplerbeck         | Dortmund-Aplerbeck |
| Bahnhof |                     | Dortmund-Sölde             | Dortmund-Sölde     |
| Bahnhof |                     | Holzwickede                | RE                 |
| Bahnhof mit S-Bahn-Halt |                     | Unna                       | RE, RB, S          |
| Bahnhof |                     | Lünern                     | Lünern             |
| Bahnhof |                     | Hemmerde                   | Hemmerde           |
| Bahnhof |                     | Werl                       | Werl               |
| Bahnhof |                     | Westönnen                  | Westönnen          |
| Kopfbahnhof Streckenende |                     | Soest                      | ICE, IC, RE, RB    |

Die Hellweg-Bahn RB 59 folgt dem kompletten Verlauf der Bahnstrecke Dortmund–Soest.

### Entwicklung
Die RB 59 wurde am 15. Dezember 2002 eingeführt und ersetzte den RE 19 Hellweg-Express, der über Soest hinaus bis Warburg fuhr. Die Linie RE 19 war 1998 bei Einführung des NRW-Taktes entstanden.
Die Eurobahn löste dreiteilige Wendezug-Garnituren der DB Regio NRW ab. Sie bestanden aus modernisierten n-Wagen und Lokomotiven der Baureihe 110. Ende 2007 waren diese Züge von Verschmutzung und zahlreichen technischen Defekten betroffen, sodass der Zweckverband Ruhr-Lippe eine vorzeitige Übernahme des Betriebs durch die Eurobahn anfragte. Dies konnte die Eurobahn allerdings nicht realisieren.

### Zugangebot
Die Linie wird montags bis samstags im Halbstundentakt bedient, sonntags im Stundentakt. In Soest wird der Anschluss an die Linie RB 89 Richtung Paderborn gewährleistet. Zum Fahrplanwechsel im Dezember 2018 wurde der im Dezember 2007 abbestellte samstägliche Halbstundentakt wieder eingeführt.

## RB69/89 – Ems-Börde-Bahn
| Kursbuchstrecke (DB): | 410 Münster–Hamm (RB 69/89) 400 Hamm–Bielefeld (RB 69) 430 Hamm–Paderborn (RB 89) |                              |                              |
| Streckenlänge: | 103 bzw. 168 km                                                                   |                              |                              |
| Streckengeschwindigkeit: | 160 km/h                                                                          |                              |                              |
| |                                                                                   |                              |                              |
| Verkehrsunternehmen: | eurobahn                                                                          |                              |                              |
| Bundesland (D): | Nordrhein-Westfalen                                                               |                              |                              |
| Zuglauf |                                                                                   |                              |                              |
| \| \| \| Münster (Westf) Hbf \| ICE, IC, RE, RB \| \| \| \| Münster-Hiltrup \| RE \| \| \| \| Rinkerode \| \| \| \| \| Drensteinfurt \| RE \| \| \| \| Mersch (Westf) \| \| \| \| \| Bockum-Hövel \| \| \| \| \| (Flügelung in Hamm) \| \| \| \| \| Hamm (Westf) \| ICE, IC, RE, RB \| \| \| \| Heessen \| RE \| \| \| \| Ahlen (Westf) \| RE \| \| \| \| Neubeckum \| RE \| \| \| \| Oelde \| RE \| \| \| \| Rheda-Wiedenbrück ⊙ \| RE, RB \| \| \| \| Gütersloh Hbf ⊙ \| IC, RE, RB \| \| \| \| Isselhorst-Avenwedde ⊙ \| RB \| \| \| \| Brackwede ⊙ \| RB \| \| \| \| Bielefeld Hbf ⊙ \| ICE, IC, RE, RB \| \| \| \| \| \| \| \| \| Hamm-Westtünnen \| \| \| \| \| Welver \| \| \| \| \| Borgeln \| \| \| \| \| Soest \| ICE, IC, RE, RB \| \| \| \| Bad Sassendorf \| \| \| \| \| Lippstadt \| ICE, IC, RE, RB \| \| \| \| Dedinghausen \| \| \| \| \| Ehringhausen (Kr. Lippstadt) \| \| \| \| \| Geseke \| \| \| \| \| Salzkotten ⊙ \| \| \| \| \| Scharmede ⊙ \| \| \| \| \| Paderborn Hbf ⊙ \| ICE, IC, RE, RB, S \| |                                                                                   |                              |                              |
| Kopfbahnhof Streckenanfang |                                                                                   | Münster (Westf) Hbf          | ICE, IC, RE, RB              |
| Bahnhof |                                                                                   | Münster-Hiltrup              | RE                           |
| Bahnhof |                                                                                   | Rinkerode                    | Rinkerode                    |
| Haltepunkt / Haltestelle |                                                                                   | Drensteinfurt                | RE                           |
| Bahnhof |                                                                                   | Mersch (Westf)               | Mersch (Westf)               |
| Bahnhof |                                                                                   | Bockum-Hövel                 | Bockum-Hövel                 |
| |                                                                                   | (Flügelung in Hamm)          |                              |
| Bahnhof · Strecke |                                                                                   | Hamm (Westf)                 | ICE, IC, RE, RB              |
| Strecke · Haltepunkt / Haltestelle |                                                                                   | Heessen                      | RE                           |
| Strecke · Bahnhof |                                                                                   | Ahlen (Westf)                | RE                           |
| Strecke · Bahnhof |                                                                                   | Neubeckum                    | RE                           |
| Strecke · Bahnhof |                                                                                   | Oelde                        | RE                           |
| Strecke · Bahnhof |                                                                                   | Rheda-Wiedenbrück ⊙          | RE, RB                       |
| Strecke · Bahnhof |                                                                                   | Gütersloh Hbf ⊙              | IC, RE, RB                   |
| Strecke · Haltepunkt / Haltestelle |                                                                                   | Isselhorst-Avenwedde ⊙       | RB                           |
| Strecke · Bahnhof |                                                                                   | Brackwede ⊙                  | RB                           |
| Strecke · Kopfbahnhof Streckenende |                                                                                   | Bielefeld Hbf ⊙              | ICE, IC, RE, RB              |
| Verschwenkung nach links |                                                                                   |                              |                              |
| Haltepunkt / Haltestelle |                                                                                   | Hamm-Westtünnen              | Hamm-Westtünnen              |
| Haltepunkt / Haltestelle |                                                                                   | Welver                       | Welver                       |
| Haltepunkt / Haltestelle |                                                                                   | Borgeln                      | Borgeln                      |
| Bahnhof |                                                                                   | Soest                        | ICE, IC, RE, RB              |
| Haltepunkt / Haltestelle |                                                                                   | Bad Sassendorf               | Bad Sassendorf               |
| Bahnhof |                                                                                   | Lippstadt                    | ICE, IC, RE, RB              |
| Bahnhof |                                                                                   | Dedinghausen                 | Dedinghausen                 |
| Bahnhof |                                                                                   | Ehringhausen (Kr. Lippstadt) | Ehringhausen (Kr. Lippstadt) |
| Bahnhof |                                                                                   | Geseke                       | Geseke                       |
| Bahnhof |                                                                                   | Salzkotten ⊙                 | Salzkotten ⊙                 |
| Bahnhof |                                                                                   | Scharmede ⊙                  | Scharmede ⊙                  |
| Kopfbahnhof Streckenende |                                                                                   | Paderborn Hbf ⊙              | ICE, IC, RE, RB, S           |

Die Ems-Börde-Bahn besteht aus den beiden Linien RB 69 und RB 89, die Bielefeld stündlich und Paderborn halbstündlich mit Hamm und Münster verbinden. Von Münster ausgehend wird die Strecke nach Hamm befahren. Von dort folgt die RB 69 der Bahnstrecke Hamm–Minden bis Bielefeld, die RB 89 der Bahnstrecke Hamm–Warburg.

### Entwicklung
Vorgänger war die von DB Regio NRW betriebene Westfalenbahn von Bielefeld/Paderborn über Hamm und Münster nach Rheine. Wegen der Namensgleichheit mit der 2005 gegründeten Westfalenbahn GmbH erfolgte eine Umbenennung in Ems-Börde-Bahn. Mit Beginn des Betriebs wurde die vorher von der DB gefahrene Zugdurchbindung von der Ostwestfalen-Bahn (Herford–Paderborn) aufgegeben. Für Fahrgäste aus dem Kreis Lippe bedeutet das ein zusätzliches Umsteigen in Paderborn.
Einzelne Züge in den Morgen- und Abendstunden wurden von Dezember 2010 bis Dezember 2016 nach Kassel-Wilhelmshöhe geführt. Einige nach Warburg verkehrende Züge hielten bis Dezember 2018 an Wochenenden nicht an den Stationen Borgeln, Dedinghausen, Ehringhausen und Scharmede. Bis zum 9. Dezember wurde zweistündlich die RB 89 bis Warburg durchgebunden, diese wurde weitgehend durch den Rhein-Hellweg-Express ersetzt.

### Zugangebot
Der Zuglauf RB 89 zwischen Paderborn und Hamm und werktags bis Münster wird halbstündlich gefahren. Die RB 69 Münster – Bielefeld verkehrt täglich im Stundentakt. Dieser Zuglauf ist zwischen Münster und Hamm mit der RB 89 verbunden, wo eine Flügelung der Zugteile erfolgt.
Die RB 89 fährt ab Hamm über Soest und Lippstadt bis Paderborn. Ab Hamm verkehren außerdem Intercity-Express-, Intercity- und Regional-Express-Züge. In Paderborn besteht stündlich Anschluss an den Rhein-Hellweg-Express in Richtung Kassel-Wilhelmshöhe.
Der Zugteil RB 69 fährt ab Hamm über Ahlen, Rheda-Wiedenbrück und Gütersloh nach Bielefeld. Dieser Linienast verstärkt das Angebot des Rhein-Weser-Express (Köln – Minden) zu einem Halbstundentakt. Ergänzt werden diese Verbindungen durch die ebenfalls zwischen Münster und Bielefeld jedoch über Warendorf verkehrende RB 67 Der Warendorfer. Obwohl diese Line zwischen Rheda-Wiedenbrück und Münster eine kürzere Strecke befährt, ist die Ems-Börde-Bahn über Hamm wegen ihrer höheren Durchschnittsgeschwindigkeit etwa zwanzig Minuten schneller. Ems-Börde-Bahn und Der Warendorfer bedienen neben den gleichen Endpunkten beide auch die Städte Rheda-Wiedenbrück und Gütersloh. Zwischen Hamm und Bielefeld bestehen auch Intercity-Express- und Intercity-Verbindungen.
Im morgendlichen Berufsverkehr wird montags bis freitags ein Zug der Regionalbahn 69 von Hamm über Bielefeld hinaus bis Herford verlängert. Dieser Zug fährt dann etwa eine halbe Stunde später zurück über Bielefeld und Hamm nach Münster. Dadurch werden morgens die übrigen zwischen Herford und Bielefeld fahrenden Züge entlastet.
Die Verbindung von Bielefeld über Hamm nach Paderborn, die in Hamm die Liniennummer wechselt, wird nur selten von einem Zug durchgehend befahren, der eine umstiegsfreie Fahrt von Bielefeld oder Gütersloh nach Soest,  Lippstadt oder Paderborn ermöglicht.

## Tarife
Für das Hellweg-Netz gelten der Tarif des Verkehrsverbunds Rhein-Ruhr (Dortmund), der Westfalentarif sowie der NRW- und Deutschlandtarif.